# Christian Martinoli
Octavio Christian Martinoli Curi (Mar del Plata, 15 de outubro de 1975) é um jornalista e escritor de esportes mexicano nascido na Argentina. Atualmente trabalha na TV Azteca. É conhecido por narrar jogos de futebol quase sempre fazendo dueto com o ex-jogador de futebol Luis García, especialmente em jogos da UEFA Champions League, da Seleção Mexicana de Futebol e do Campeonato Mexicano de Futebol.

## Biografia
Ele é filho de mãe mexicana e pai argentino, nasceu em Mar del Plata, Argentina, mas cresceu em Toluca, no México. Desde a infância tinha paixão pelo futebol e se considera torcedor do Deportivo Toluca. Martinoli estudou na Universidade de Jornalismo e Artes em Rádio e Televisão de setembro de 1994 a dezembro de 1997, na Cidade do México.